# Provinz Hōki

Karte der japanischen Provinzen, Hōki rot markiert

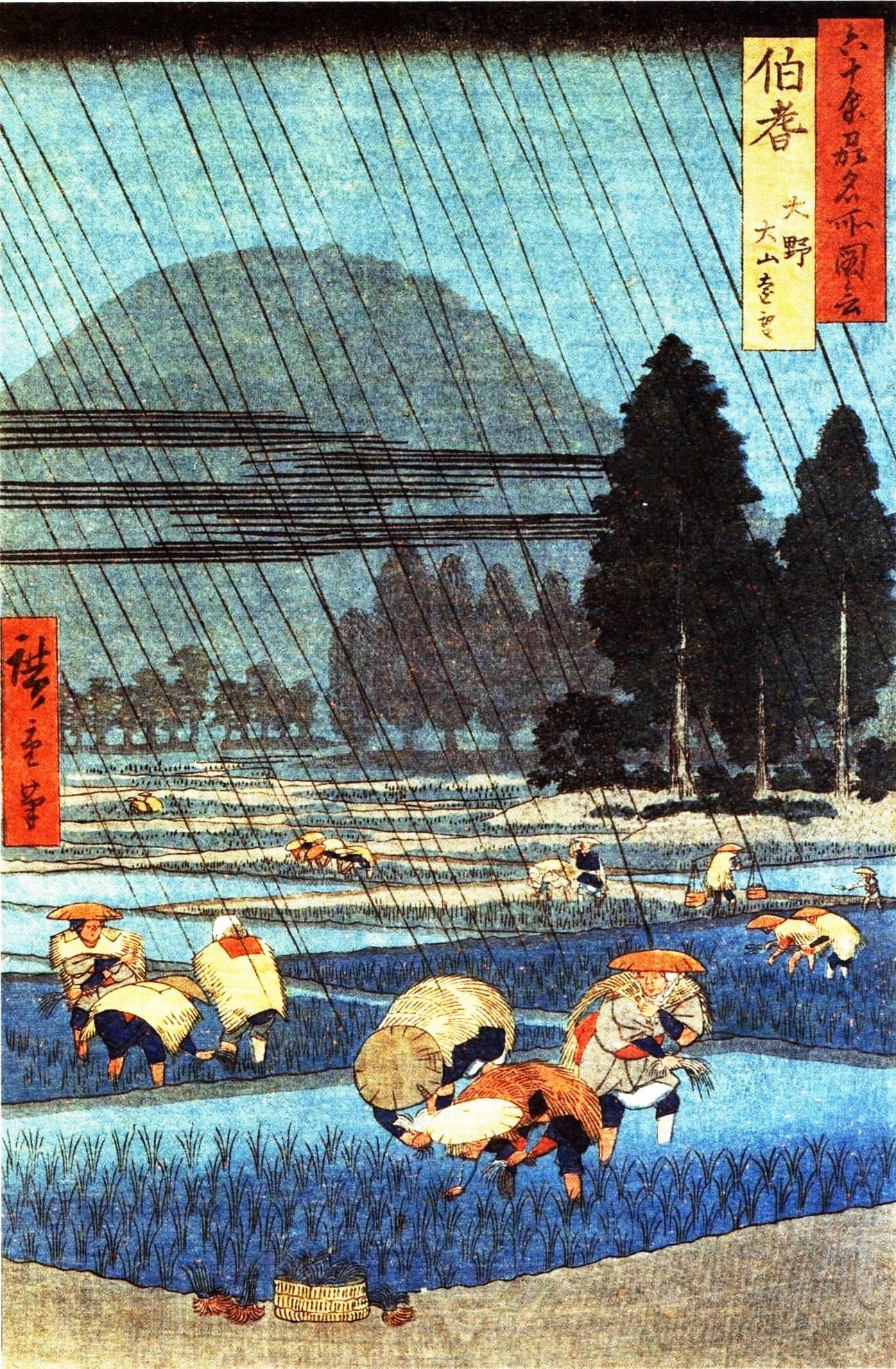
Farbholzschnitt von Hiroshige, Reisfeld in der Provinz Hōki, 1853

Hōki (japanisch 伯耆国 Hōki no kuni) oder Hakushū (伯州) war eine der historischen Provinzen Japans auf dem Gebiet des westlichen Teils der heutigen Präfektur Tottori. Hōki grenzte an die Provinzen Inaba, Mimasaka, Bitchū, Bingo und Izumo.

## Geschichte
In den Ruinen der alten Hauptstadt Fujiwara-kyō wurde eine Holzplakette (mokkan) von 698 gefunden, in dem die Provinz unter dem Namen 波伯吉国 auftaucht, im Kojiki (um 712) als 伯伎国, sowie im Wörterbuch Wamyō Ruijushō (938) als 波々岐国, wobei diese als Hahaki (Altjapanisch: *papaki1) gelesen wurden. Erhalten hat sich diese Aussprache im Namen des Hahaki-Schreins (波波伎神社 Hahaki-jinja) in Kurayoshi. Die alte Provinzhauptstadt (Kokufu) war im Gebiet des heutigen Stadtteils Kō (eine Zusammenziehung des Wortes Kokufu) von Kurayoshi, die spätere Hauptburg bei Yonago.
1871 ging Hōki gemeinsam mit der Provinz Inaba in der neuen Präfektur Tottori auf. Der Name der Provinz überlebt teilweise noch in den der Landkreise Tōhaku (東伯郡 ‚Ost-Hōki‘) und Saihaku (西伯郡 ‚West-Hōki‘), sowie der im Jahr 2005 gebildeten Gemeinde Hōki.

## Umfang
Die Provinz Hōki umfasste folgende spätere Landkreise (gun):
- Aimi (会見郡)
- Aseri (汗入郡)
- Hino (日野郡)
- Kawamura (河村郡)
- Kume (久米郡)
- Yabase (八橋郡)